# Kamiannoje
Kamiannoje (biał. Камянное; ros. Каменное, Kamiennoje) – wieś na Białorusi, w obwodzie mińskim, w rejonie dzierżyńskim, w sielsowiecie Dobryniewo, przy drodze magistralnej M1.